# إغرم العلام
إغرم العلام أو إغرم نلعلام، قرية مغربية تقع في إقليم بني ملال، وتبعد حوالي 31كم، عن مدينة بني ملال المتواجدة بدورها في جهة أو ولاية تادلة أزيلال بالمغرب. يبلغ عدد سكانها نحو 20 ألف نسمة، وتحتضن في جوفها العديد من الطاقات الشابة الخاضعة لتكوين تربوي و تعليمي مهمين.
بالإضافة إلى توفرها على رابع أكبر معمل لإنتاج وتصنيع الإسمنت في أفريقيا مما يثبت أنها غنية طبيعيا و كذلك ديمغرافيا.